# Thyreodon atricolor
Thyreodon atricolor là một loài tò vò trong họ Ichneumonidae.